# Corrado Gaipa

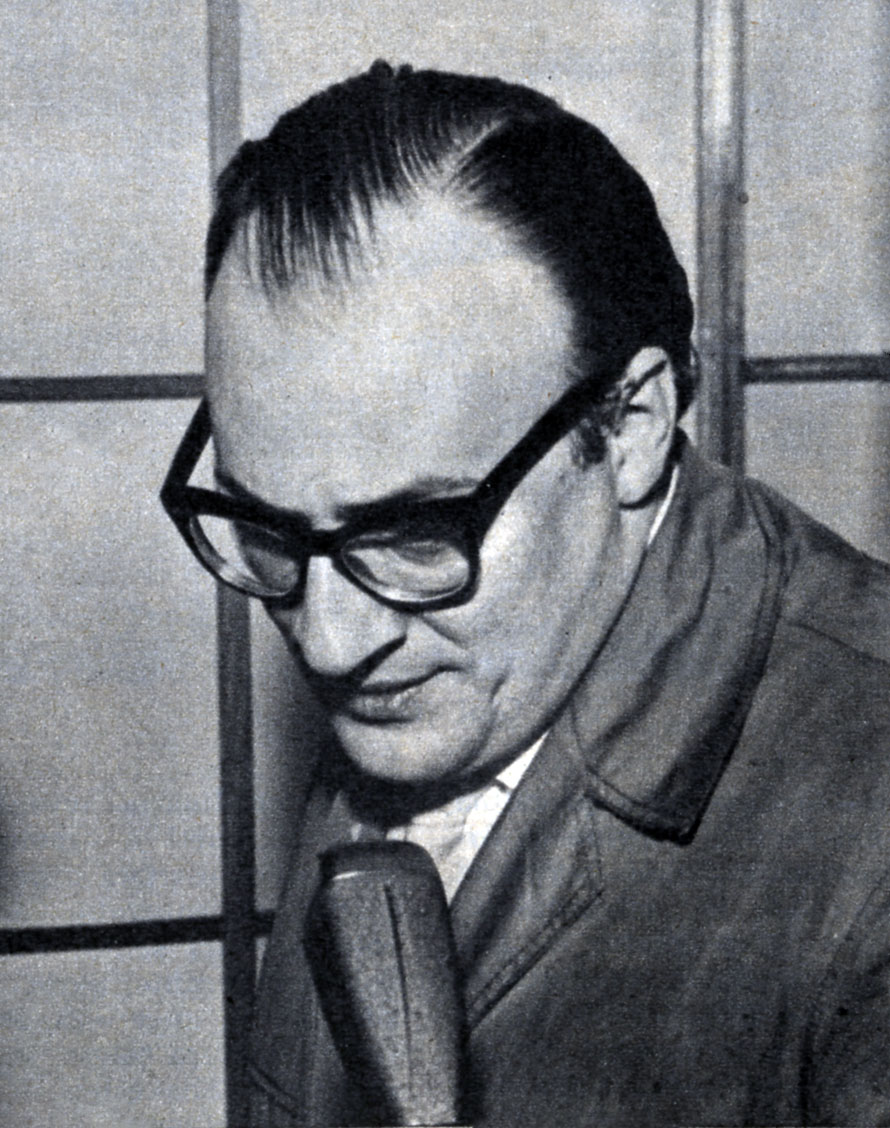
Corrado Gaipa

Corrado Gaipa (* 13. März 1925 in Palermo; † 21. September 1989) war ein italienischer Schauspieler und Synchronsprecher, der in vielen italienischen Filmen auftrat. International bekannt wurde er 1972 durch die Rolle des Don Tommasino in dem Film Der Pate von Francis Ford Coppola.

## Leben und Werk
Gaipa wurde in Palermo auf Sizilien geboren. Er studierte bis 1946 3 Jahre an der Accademia nazionale d’arte drammatica in Rom und arbeitete anschließend als Theaterschauspieler. Daneben gehörte er einer für Radioprogramme tätigen Schauspielgruppe an. Nach ersten Filmrollen in italienischen Filmen der 1960er Jahre übernahm er 1972 die Rolle des sizilianischen Mafioso Don Tommasino in Der Pate. Seine krankheitsbedingten Gehbeschwerden wurden auf die Rolle des Don Tommasino übertragen. Im zweiten Teil des Paten wird gezeigt, wie Don Tommasino in die Beine geschossen wird, was seine späteren Beschwerden und seine Benutzung des Rollstuhls erklärt. Gaipa verstarb kurz vor den Dreharbeiten zum letzten Teil der Trilogie, seine Rolle wurde von Vittorio Duse übernommen.
Auch für das Fernsehen und für das Radio war Gaipa aktiv, zudem arbeitete er intensiv als Synchronsprecher. In Filmen war er die italienische Stimme von Obi-Wan Kenobi in der Originaltrilogie der Star-Wars-Filme, die Stimme von Baghira in der italienischsprachigen Version des Dschungelbuchs sowie von der Eule in der italienischsprachigen Version von Winnie Puuh und das Hundewetter. Er sprach Schauspieler wie Lionel Stander, Eli Wallach, Peter Ustinov, Rod Steiger, Orson Welles, Burt Lancaster und Spencer Tracy in italienischen Filmfassungen.

## Filmografie (Auswahl)
- 1969: Ein heißer November (Un bellissimo novembre)
- 1970: Eifersucht auf italienisch (Dramma della gelosia)
- 1971: Ein schwarzer Tag für den Widder (Giornata nera per l’ariete)
- 1972: Der Pate (The Godfather)
- 1973: Der Teufel führt Regie (Il boss)
- 1973: Der Todeskuß des Paten (Baciamo le mani)
- 1973: Tödlicher Haß (Tony Arzenta)
- 1973: Auch Killer müssen sterben (La Mano Nera)
- 1974: Die sündigen Nonnen von St. Valentin (Le scomunicate di San Valentino)
- 1974: Der Tod trägt schwarzes Leder (La polizia chiede aiuto)
- 1976: Die Macht und ihr Preis (Cadaveri eccellenti)
- 1978: Madame Bovary (Fernseh-Miniserie)
- 1984: Giuseppe Fava: Siciliano come me